# Giottino

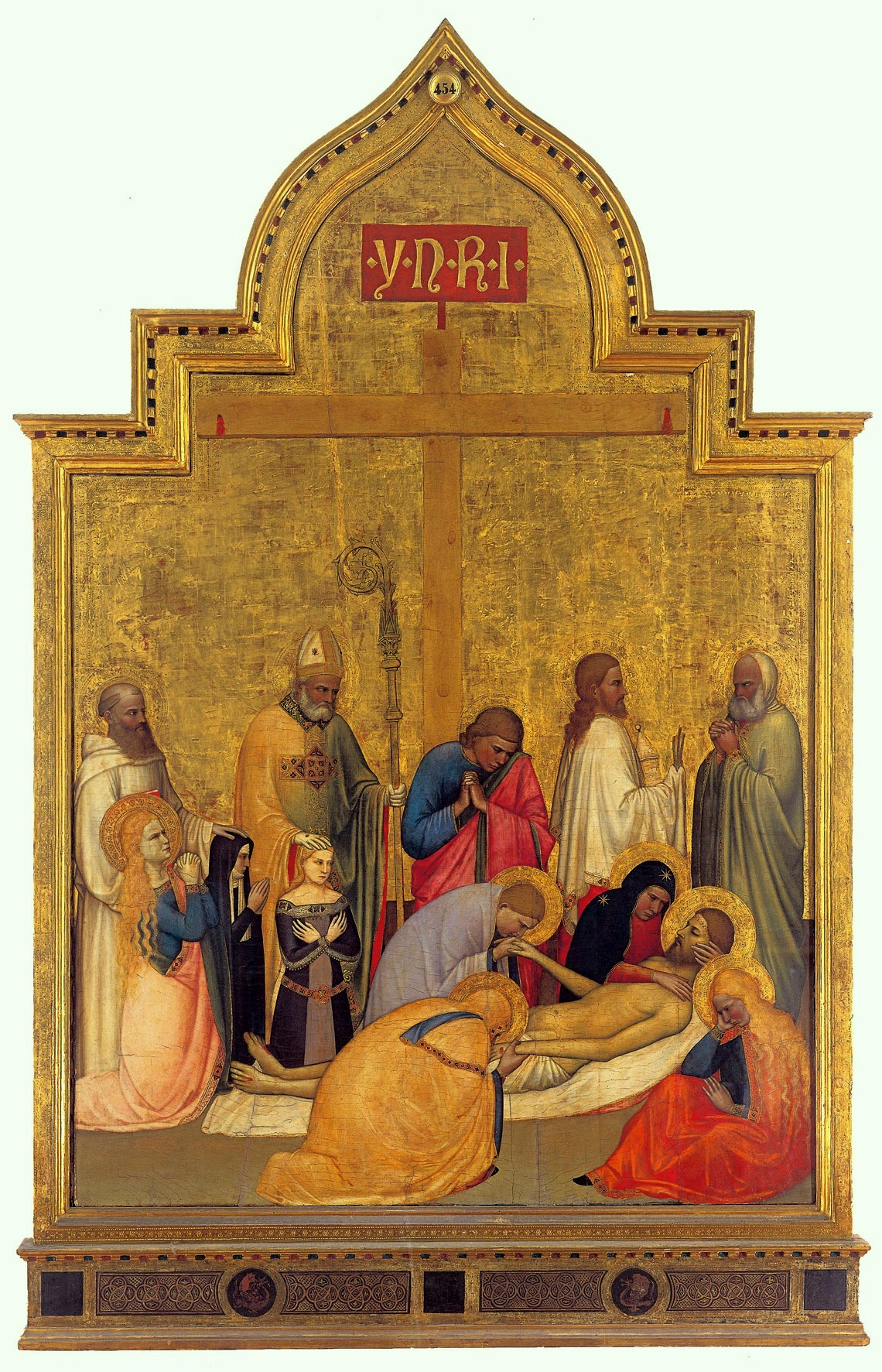
Piedad de San Remigio. ca. 1365, Témpera sobre tabla, 195 x 134 cm, Galería de los Uffizi, Florencia

Tommaso (o Maso) di Stéfano, llamado el Giottino (Florencia, 1324 - ib., ca. 1372) fue un pintor y escultor italiano de la escuela florentina. Discípulo y según algunos biógrafos hijo de Stéfano de Florencia, se dedicó a estudiar las obras de Giotto, y logró apropiarse de tal manera del estilo del maestro que recibió el sobrenombre del Giottino.
Vasari presenta una lista de los numerosos frescos que ejecutó durante su corta carrera artística. En 1340, después de la expulsión de Gualterio de Briena, duque de Atenas, se encargó al Giottino que pintara sobre la torre del pedestal de Florencia en señal de infamia eterna el retrato de Gualterio y de sus ministros con las armas de sus familias. Estas pinturas han desaparecido. 
En Asís, se conservan varias obras de este pintor y especialmente en Florencia, en la capilla de San Silvestre en Santa Cruz. En esta capilla, están pintados sobre la pared de la derecha tres asuntos tomados de la historia de Constantino el Grande. Estos frescos están muy deteriorados pero todavía pueden verse en ellos algunas cabezas dignas de Giotto. La parte superior de la pared izquierda de la capilla tenía también unos frescos que, en la actualidad, están completamente destruidos. Al pie, en dos nichos se ven La Asunción y un Cristo en la tumba. Al lado de estos dos nichos hay cuatro figuras de santos y a los lados del altar San Rómulo y San Zenobio. En el interior de la tumba de Bettino de Bradi, pintó el Giottino el retrato de este personaje, resucitando al oír el sonido de las trompetas de dos ángeles del Juicio final.
Se cree que el Giottino es autor de un Descendimiento de la Cruz de la iglesia de San Ambrosio de Florencia, pero algunos autores lo atribuyen al Giotto. 
Se conservan bastantes cuadros de este artista:
- Un Descendimiento de la Cruz en Saint Remy de Florencia.
- En el Museo de Brera en Milán sobre un díptico, representó dos hechos de la vida de San Jerónimo.
- En el Museo de Nápoles se guardan una Virgen gloriosa y un San Gregorio trazando los cimientos de un templo
- En Múnich, se conservan La Virgen con Antonio, San Lorenzo, San Julián, San Lucas, San Cipriano y San Juan Gualberto.

Giottino dejó varias obras escultóricas que demuestran que manejaba el cincel con no menos habilidad que el pincel. De ellas, merecen ser citadas los profetas que adornan el campanile de la catedral de Florencia. 
Giottino murió de una enfermedad del pecho a los treinta y dos años de edad. Dejó varios discípulos de los cuales el más conocido es Giovanni Toscani.